# James Hall (paléontologue)
Pour les articles homonymes, voir James Hall et Hall.
James Hall est un géologue et un paléontologue américain, né le 12 septembre 1811 à Hingham (Massachusetts) et mort le 7 août 1898 à Bethlehem (New Hampshire). Ce spécialiste de la stratigraphie a joué un rôle majeur dans le développement de la paléontologie aux États-Unis d'Amérique.

## Biographie
Il est le fils aîné d’une fratrie de quatre enfants. Ses parents, James Hall et Sousanna Dourdain Hall, ont émigré de Grande-Bretagne deux ans avant sa naissance.. Hall s’intéresse très tôt pour la science et entre au Rensselaer Polytechnic Institute, un établissement récemment créé qui encourage la participation des étudiants et qui est spécialisé dans les domaines scientifiques. Il est l’un des étudiants d’Amos Eaton (1776-1842) et d’Ebenezer Emmons (1799-1863), deux importants géologues. Hall est diplômé avec mention en 1832, reçoit sa maîtrise l’année suivante. Il reste à l’Institut Rensselaer pour y enseigner la chimie et, plus tard, la géologie.
En 1836, un programme de recherche sur plusieurs années est lancé pour récolter des informations sur la géologie et l’histoire naturelle de l’État de New York. Afin de faciliter les recherches, l’État est divisé en quatre districts. Hall devient le géologue assistant d’Ebenezer Emmons pour le quatrième districts, situé à l’ouest de l’État. La mission initiale d’Hall est d’étudier les dépôts de fer des monts Adirondack. L’année suivante, le programme est redéfini et Hall reçoit la charge intégrale du quatrième district. D’autres géologues travaillent pour ce programme dont Lardner Vanuxem (1792-1848) et Timothy Abbott Conrad (1803-1877). Ensemble, ils établissent la stratigraphie de l’État de New York et définissent les définitions stratigraphiques à partir de toponymes locaux.
La recherche prend fin en 1841, Hall devient alors paléontologue d’État. En 1843, il rend le rapport final pour le quatrième district qui paraît sous le titre de Geology of New York, part IV. Ce document est très bien accueilli et devient une référence sur le sujet. Hall se construit ainsi une solide réputation et consacre le reste de sa vie à l’étude de la stratigraphie géologique et à la paléontologie des invertébrés.
Hall construit un laboratoire à Albany qui devient un centre de recherche et de formation pour les jeunes paléontologues et géologues. Parmi ceux-ci, on peut noter Fielding Bradford Meek (1817-1876), Charles Doolittle Walcott (1850-1927) et Josiah Whitney (1819-1896).
Après son travail à New York, Hall commence à étudier d’autres régions dans le pays. En 1850, il participe à l’étude géologique du nord du Michigan et du Wisconsin. Il y identifie le premier fossile de corail découvert aux États-Unis. Il devient géologue d’État pour l’Iowa (1855 à 1858) et pour le Wisconsin (1857 à 1860). De plus, il est sollicité par plusieurs programmes de recherche géologique d’autres États. En 1866, il devient le directeur du New York State Museum à Albany. En 1893, il devient géologue d’État de New york.
De 1847 à 1894, Hall fait paraître les treize volumes de son œuvre majeure : The Paleontology of New York. L’ensemble constitue plus de 4 500 pages et plus de 1 000 pages d’illustrations. Hall écrit aussi une trentaine d’autres ouvrages et plus de 200 articles. Il participe en outre à plusieurs rapports géologiques de différents États ou de l’État fédéral.
Il est l’un des membres fondateurs de la National Academy of Sciences et le premier président de l’American Society of Geology. Il est aussi l’un des fondateurs du Congrès géologique international, il assure la vice-présidence des sessions de Paris, Bologne et Berlin. Il est membre étranger de la Société géologique de Londres (1848) et reçoit sa médaille Wollaston (1858). En 1884, il devient membre correspondant de l’Académie des sciences de France.
À 85 ans, il voyage à Saint-Pétersbourg pour participer à un congrès international de géologie et participe à une excursion dans l’Oural. Il meurt deux ans plus tard à Bethlehem dans le New Hampshire. Il est enterré au cimetière rural d’Albany.

## Liste partielle des publications

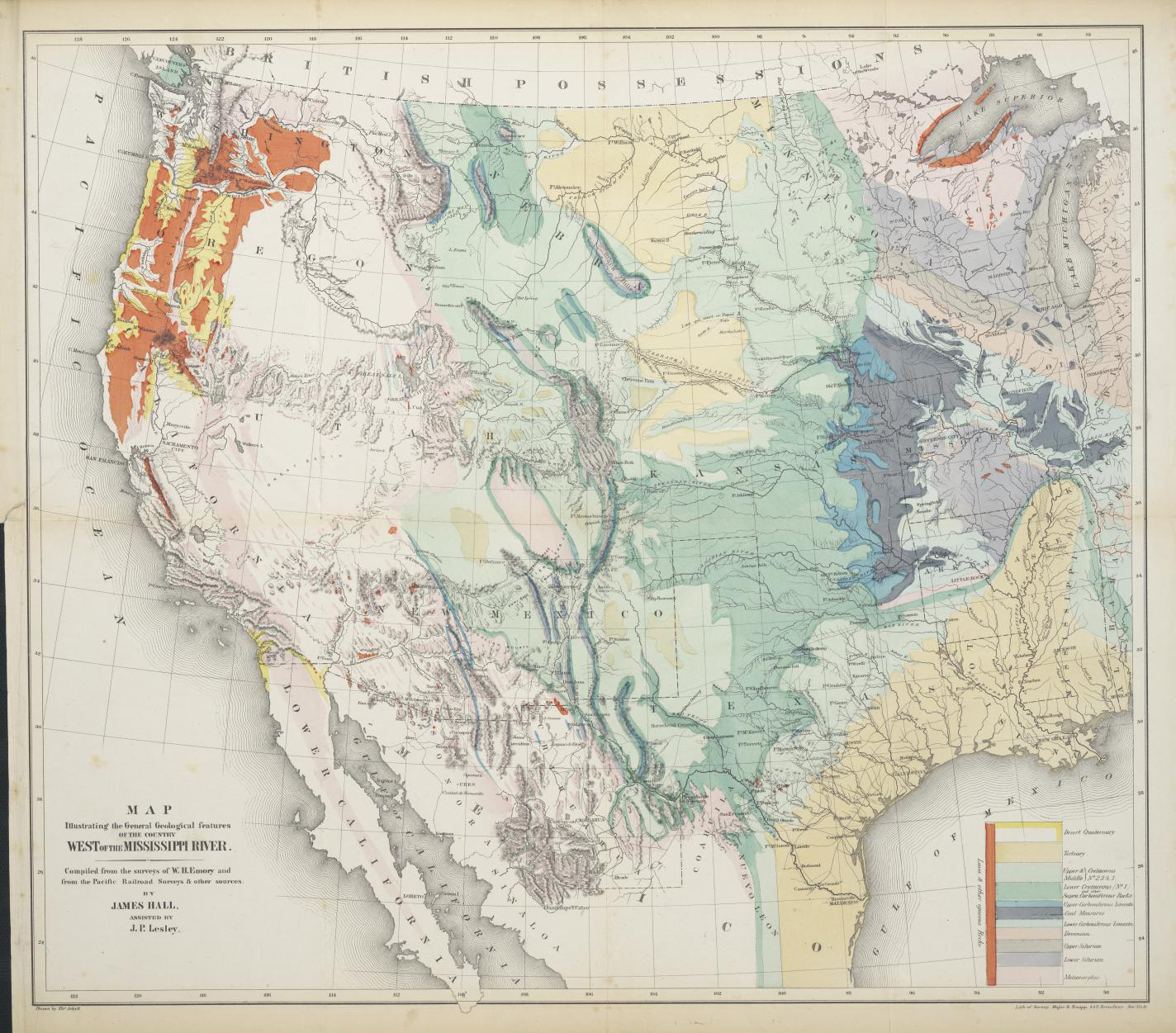
Hall et J. Peter Lesley, Map Illustrating the General Geological Features of the Country West of the Mississippi River, 1857

- 1843 : Geology of New York, Part IV.
- 1847-1894 : Paleontology of New York, 8 volumes.
- 1852 : Key to a chart of the successive geological formations, with an actualsection from the Atlantic to the Pacific ocean (Gould et Lincoln, Boston) – exemplaire consultable sur American Librairies.
- 1856 : avec Fielding Bradford Meek (1817-1876), « Descriptions of new species of fossils : from the cretaceous formations of Nebraska, with observations upon Baculites ovatus and B. compressus, and the progressive development of the septa in baculites, ammonites, and scaphites » (Cambridge) – exemplaire consultable sur American Librairies.
- 1858-1859 : Geological Survey of Iowa, 2 volumes.
- 1862 : Report on the Geological Survey of the State of Wisconsin – exemplaire consultable sur American Librairies.
- 1857 : United States and Mexican Boundary Survey.

## Source
- (en) Cet article est partiellement ou en totalité issu de l’article de Wikipédia en anglais intitulé « James Hall (1811-1898) » (voir la liste des auteurs).